# Hypnum flavescens
Hypnum flavescens là một loài Rêu trong họ Hypnaceae. Loài này được Roth ex Schultz mô tả khoa học đầu tiên năm 1806.